# Amblyseius irinae
Amblyseius irinae är en spindeldjursart som beskrevs av Wainstein och Arutunjan 1973. Amblyseius irinae ingår i släktet Amblyseius och familjen Phytoseiidae. Inga underarter finns listade i Catalogue of Life.